# Краківський Авангард

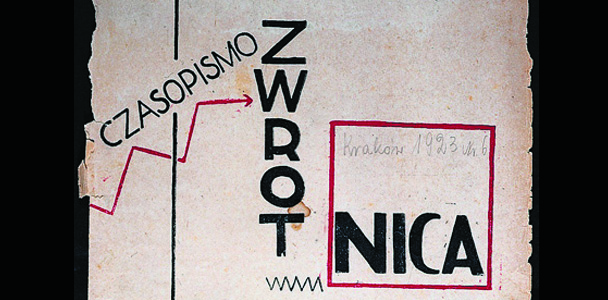
Сторінка програмного часопису Краківського Авангарду «Zwrotnica», 1923 р.

Краківський Авангард (пол. Awangarda Krakowska) — літературне угрупування періоду міжвоєнного двадцятиліття, створене у Кракові на засадах, що тяжіли до футуризму та авангардизму.

Ідейним керівником та автором програмних творів літературної групи був Тадеуш Пайпер.

## Назва
«Авангард» як військовий термін був використаний митцями невипадково: він був пов'язаний із характером Краківського Авангарду, його постулатами: активність, рухливість, мінливість, готовність до бою. На меті група мала ламання старої традиції і створення нових форм і художніх стилів, використовуючи при цьому найрізноманітніші засоби, у тому числі — звернення до заборонених тем.

## Маніфест
Програмним твором Краківського Авангарду став маніфест авторства Тадеуша Пайпера під назвою «Місто. Маса. Машина» (пол. "Miasto. Masa. Maszyna"), виданий 1922 р. У маніфесті було детально описано ідейні засади новоутвореної групи. Із назви можна побачити тяжіння до урбаністичного світогляду. На основі назви маніфесту виник так званий «культ 3хМ» — міста, маси та машини, тобто захоплення сучасністю та цивілізацією.

Іншим важливим програмним твором Краківського Авангарду була праця «Метафора сучасності».

## Члени угрупування
- Тадеуш Пейпер
- Ян Бженковський[pl]
- Ялу Курек[pl]
- Юліан Пшибось
- Адам Важик[pl]
- Ян Парандовський

## Ідейні постулати
Основними засадами творчості Краківського Авангарду були:
- естетика цивілізації.
- зацікавленість сучасністю.
- емоційна стриманість, боротьба із романтично-модерністичною метафізикою, надмірним ліризмом.
- орієнтація на людську масу, а не на індивіда.
- митець — ремісник, «архітектор думки», «аніматор масової фантазії».
- роль поезії — пояснювати і показувати світ та правила, що в ньому діють.
- література має допомогти людині віднайти себе у новому світі міста, маси, машини.

## Новаторство форми Краківського Авангарду
Окрім ідейних принципів, творці Краківського Авангарду дотримувались окреслених у маніфесті норм оформлення творів, серед яких:
- популяризація простоти, зв'язності і ощадливості художніх засобів поетичного слова
- використання логічних конструкцій, значеннєвих скорочень
- новий тип метафори
- відмова від регулярної рими
- наближення ритму поезії до ритму прози

## Краківський Авангард і «Zwrotnica»
Існування поетичної групи нерозривно пов'язане із краківським часописом "Zwrotnica" (у перекладі — «стрілка»), повна назва — «Стрілка. Напрям — мистецтво сучасності» (пол. Zwrotnica. Kierunek — Sztuka teraźniejszości). Саме на його шпальтах друкувалися твори поетів-членів Краківського Авангарду. 

Перші номери "Zwrotnicy" містили статті, авторами яких були прихильники футуризму: Тітус Чижевський, Бруно Ясенський, Станіслав Млодоженець, Анатоль Штерн.

Спочатку Пайпер опублікував ідейні основи своєї групи у "Новому Мистецтві", та вже на початку 1922 р. було видано перший номер "Zwrotnicy" Там знаходилася стаття «Точка виходу», що нагадувала маніфест Марінетті.